# Chloe Nørgaard
Chloe Nørgaard es una modelo estadounidense y danesa, conocida por su colorido pelo.

## Primeros años
Chloe Nørgaard nació en Los Ángeles en 1990 de padre danés y madre polaca. Creció en Long Island. En el primer curso, ella pintó su pelo con spray azul.
A los 19 años de edad, la agencia de modelos One Management se fijó en ella y la envió a Tokio. Allí,  practicó el modelaje pero también se convirtió en DJ.

## Carrera
En 2012,  posó para varias revistas que incluyen Vice, Nylon, Harper's Bazaar y Metal. También apareció en la webzine Contributor, vestida por Courtney Love y fotografiada por Magnus Magnusson.
En febrero de 2013, desfiló en exclusiva para Rodarte durante la Semana de Moda de la Nueva York. El mismo año,  anunció Uniqlo, Forever 21 y Philipp Plein.